# 東京都立白鷗高等学校・附属中学校
東京都立白鷗高等学校・附属中学校（とうきょうとりつ はくおうこうとうがっこう・ふぞくちゅうがっこう、英語: Tokyo metropolitan hakuo Senior high school - Junior high school）は、東京都台東区元浅草に所在する東京都立中学校・高等学校。
高等学校において生徒を募集しない完全中高一貫校。

## 概要
1888年12月に「東京府高等女学校」として創立。東京都内では初の公立中高一貫校で、高校は都立高校の中で日比谷（1878年）、戸山（1888年9月）に次いで3番目に古い歴史を持つ。教育理念は「開拓精神」。
日本の伝統芸能の継承を特長として打ち出しており、中学入試は囲碁、将棋、邦楽、邦舞の分野での特別募集枠を設定している。在校生には歌舞伎役者の弟子や日本棋院の院生も在籍している。

## 沿革

### 略歴
1888年12月に「東京府高等女学校」として創立し、1901年「東京府立第一高等女学校」（府立一女）と改称。女子教育の先駆として知られる市川源三校長や、豊島師範（現：東京学芸大学）の校長を10年にわたって務め、また京都府立女子専門学校（現：京都府立大学）の校長を務めた桜井賢三校長などの尽力もあって、戦前から名門の高等女学校としてその名を全国に馳せた。東京府全域から才媛が通学。「浅草の一女・小石川の二女（竹早）・麻布の三女（駒場）」と並び称されたナンバースクールであった。
戦後、学制改革を経て男女共学となる。1992年にコース制が導入されると、他校に先駆けて全都から通学が可能となった。
2003年の学区撤廃後は自校作成問題の導入、隔週（年間18回）土曜授業や勉強合宿の実施など教育改革を行っている。
2005年には、統合により廃校になった台東区立台東中学校の跡地に附属中学校を設置し、東京都内で初の公立中高一貫校となった。2011年、初めて中高一貫教育を修了した2010年度卒業生から東京大学合格者5名を輩出し、「白鷗ショック」とよばれ教育業界に衝撃を与えた。
2023年度から高校からの生徒募集を停止し、附属中学校の生徒の募集規模を拡大する計画となっている。

### 年表

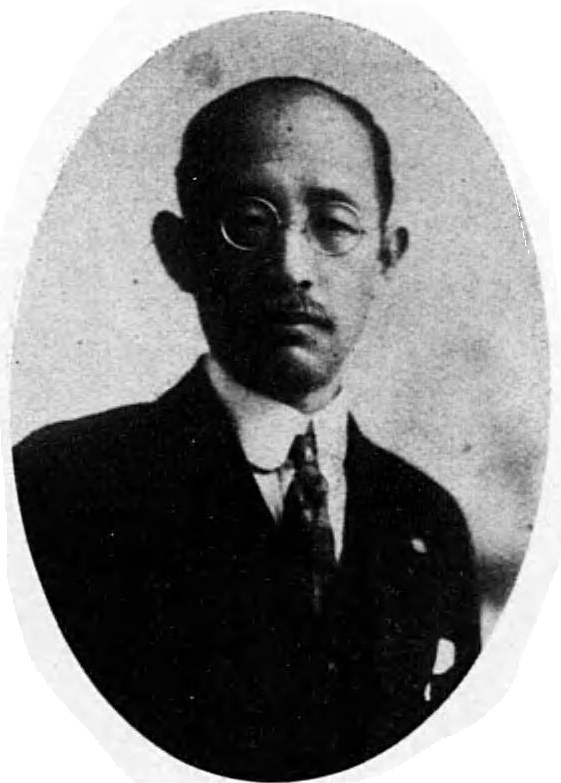
府立一女の名声を高めた市川源三校長

- 1888年（明治21年） - 東京府高等女学校として創立される。当初は女子高等師範学校や東京府女子師範学校、京都府高等女学校の師範科などと同様、小学校教師育成に注力していた
- 1896年（明治29年） - 新校舎落成に際し、昭憲皇太后より内帑金を下賜
- 1901年（明治34年） - 東京府立第一高等女学校と改称
- 1907年（明治40年） - 同窓会「東京府高等女学校同窓会」を、「鷗友会」と改称
- 1924年（大正13年） - 日本で最初にボレロを制服に採用
- 1927年（昭和2年） - 鉄筋コンクリート校舎竣工（岡田信一郎の設計による復興建築）
- 1935年（昭和10年） - 皇后陛下行啓記念館（1931年の香淳皇后行啓に際して）落成式を行う
- 1940年（昭和15年） - 東京府立第一高等女学校夜学校が開校。府立一女内で東京府立第十四高等女学校が創立
- 1941年（昭和16年） - 夜学校が東京府立成美女学校と改称
- 1943年（昭和18年） - 都制施行により、東京都立第一高等女学校と改称。成美女学校を統合、「夜間課程」（定時制課程）とする
- 1946年（昭和21年） - 東京都立第二十一高等女学校を統合する
- 1948年（昭和23年） - 学制改革により東京都立第一女子新制高等学校と改称
- 1950年（昭和25年） - 東京都立白鷗高等学校と改称、男女共学となる
- 1952年（昭和27年） - 学区合同選抜制度導入
- 1958年（昭和33年） - 香淳皇后を迎え、記念式典挙行
- 1967年（昭和42年） - 学校群制度導入（52群）
- 1982年（昭和57年） - グループ合同選抜制度導入（51グループ）
- 1992年（平成4年） - コース制導入。全都学区の単独選抜校となる
- 1998年（平成10年） - 定時制課程が閉課程
- 2005年（平成17年） - 2005年度入学生よりコース制を廃止、普通科に。都立高としては初めて附属中学校が併設される
- 2023年（令和5年） - 高校からの生徒募集を停止し、附属中学校の生徒の募集規模を拡大予定[4]

## 交通アクセス
高等学校は西校舎、附属中学校は東校舎となっている。
西校舎
- 新御徒町駅 徒歩5分
- 稲荷町駅 徒歩6分
- 御徒町駅 徒歩10分

東校舎
- 田原町駅 徒歩7分
- 新御徒町駅 徒歩7分
- 都営バス「三筋二丁目」停留所 徒歩3分

## 象徴

### 制服
- 冬服 男子：詰襟、女子：イートンジャケット
- 夏服 男子：ワイシャツ、女子：ベスト 男女：ポロシャツ
- 2019年に男女ともにズボンスカート可となった。
- なお、冬服または夏服の移行は2024年に廃止され、冬季に夏服の着用、夏季に冬服の着用が可となった。

## 教育
伝統的に生活指導に力を入れており、染髪は禁止である。予備校に頼らない計画的な進路指導を目標としており、「辞書は友達、予習は命」は白鷗高校・附属中学を代表する言葉として知られている。また、通常授業の場合1日7時間45分授業である。年間を通して多くの試験が課されており、定期試験のほか、1学期の春休み宿題テスト（1年生を除く）、2学期の夏休み宿題テスト、3学期の冬休み宿題テスト、その他外部模試も実施。6,7時間目には、週1回程度「白鷗タイム」と呼ばれる学習時間（総合的な学習の時間）が設けられている。高等学校「芸術」科における音楽選択者では三味線や長唄が必修で、能や狂言などを体験して日本の伝統文化が学ばれている。
国際社会の中で情報発信ができる生徒の育成を目指し、中学では「プレゼンテーション」、高校では「Presentation In English」などの学校設定必修選択科目がある。また、5年次と6年次には日本の文化について学ぶ「日本文化概論」という科目もある。

## 諸活動

### 部活動
- 演劇部 - 戯曲・演劇「ひめゆりの塔」（石野径一郎の小説）を初めて演じたのは当校演劇部（1951年、宮沢千鶴脚本）とされている。1999年には、高校演劇の全国大会である第45回全国高等学校演劇大会で最優秀賞を受賞した。

### 行事
1年（中1）の夏休みに課題発見学習、2年（中2）の夏休みに農業体験学習、3年（中3）の卒業後の春にはアメリカ西海岸への研修旅行が行われる。また、その対策としてTGG（東京グローバルゲートウェイ/東京英語村）への修学旅行がある（2017年度までは京都および奈良への修学旅行が毎年秋に行われていた）。高校入学生を迎えた4年（高1）では、4月にHR合宿がある。5年（高2）では希望者のみで勉強合宿が夏休みに、11月初旬にはマレーシア（2009年度は鳥インフルエンザの影響で関西に変更）への修学旅行があるなど、6年（高3）を除いて毎学年1回は宿泊行事が存在する。
また、中3と高1において、希望者のみではあるが、オーストラリアでの短期留学が行われている。希望者が多く、抽選となった。なお、2009年度は新型インフルエンザの影響で中止になった。
- 体育祭：5月後半に開催。2007 - 2009年は中高別日程での開催であったが、2010年から東京体育館で再び合同開催となった。2011年度は東日本大震災の影響により、使用場所の東京体育館が被害を受けたため、高校校庭での実施となった。
- 白鷗祭：9月中旬に実施される文化祭。1 - 2年生は東校舎、3 - 6年生は西校舎と、普段生活している校舎で開催。伝統の白鷗神輿の担ぎも実施されていたが、参加希望者の減少により2009年度より中止。しかし、2011年には復活し、東校舎と西校舎間を往復した。
- 合唱コンクール：中高合同で開催される。2009年度からは、3学期に開催。6年生は参加しない。

### 過去の行事
- ウォークラリー：開校100周年を迎えて以降、毎年開催されていたが、行事再編に伴い、第21回（2008年度）をもって終了した。

## 研究
- 小林翔（英語科）
「個別式発音指導方法（グルグルメソッド）を取り入れた授業実践とその成果」 - 『関東甲信越英語教育学会 第38回千葉大会』（2014年）にて口頭発表[5]

## 学校関係者と組織

### 関連団体
- 鷗友会 - 同窓会組織。1936年に鷗友学園を創立している。

### 高校関係者一覧

#### 著名な出身者
文学
- 池田理代子 - 漫画家
- 葛原妙子 - 歌人
- 芝木好子 - 作家（芥川賞、女流文学賞）。文化功労者
- 田村俊子 - 作家。田村俊子賞
- 原田皐月 - 作家、青鞜社員
- 立原えりか - 童話作家
- 越沼初美 - 小説家（ライトノベルの先駆者的存在）
- 金子ありさ - 脚本家
- 水木洋子 - 脚本家
- 石垣綾子 - 評論家、自由学園講師
- 羽仁もと子 - 日本初の女性ジャーナリスト（初の女性記者）。婦人之友創刊。自由学園設立者
- 松永喜久 - 「ボクシング・マガジン」元記者、顧問

教育・学問
- 守屋東 - 社会教育家。大東学園創設者
- 東くめ - 元音楽教諭（「お正月」や「鳩ぽっぽ」の作詞者）
- 岡本歌子 - 医学者
- 黒田日出男 - 歴史学者

芸能
- 沼波輝枝 - 女優（小津安二郎作品で名脇役）、声優
- 松井潤子 - 女優。夫は野球選手・監督水原茂
- 沢村貞子 - 女優、エッセイスト
- 柴俊夫 - 俳優
- 野沢那智 - 俳優、声優
- 奈良岡朋子 - 女優
- 桂やまと - 落語家
- 二代目 中村鶴松 - 歌舞伎役者

芸術
- 藤田晴子 - ピアニスト、法学者
- 立松ふさ - ソプラノ歌手
- 柳兼子 - アルト歌手
- 荒木陽子 - 写真家荒木経惟の夫人。エッセイスト
- 藤井秀樹 - 写真家

マスコミ
- 小橋三四子 - 明治期のジャーナリスト
- 梅津正樹 - NHKアナウンサー
- 日下千帆 - フリーアナウンサー（元テレビ朝日）
- 堀江慶子 - フリーアナウンサー、司会者
- 滝本沙奈 - フリーアナウンサー（セント・フォース所属）
- 岩﨑果歩 - NHKアナウンサー
- 古旗笑佳 - テレビ東京アナウンサー

文化
- 平田智也 - 囲碁棋士
- 一力遼 - 囲碁棋士
- 星合志保 - 囲碁棋士
- 佐々木勇気 - 将棋棋士
- 三枚堂達也 - 将棋棋士
- 梶浦宏孝 - 将棋棋士
- 山本博志 - 将棋棋士
- 渡辺和史 - 将棋棋士
- 伊藤沙恵 - 将棋女流棋士

政治・行政・法曹
- 上原忠春 - 駐ジョージア特命全権大使、日本ジョージア商工会議所理事長
- 志賀こず江 - 弁護士、元検事、コメンテーター
- 小林千代美 - 衆議院議員
- 岡村和美 - 消費者庁長官、最高裁判事

その他
- 三木睦子 - 三木武夫元首相の夫人
- 小泉清子 - 鈴乃屋代表取締役会長、きもの研究家、NHK大河ドラマの衣装考証役
- 寺尾正・文姉妹 - 陸上競技選手

#### 教職員
- 伊藤貞勝 - 最初の専任校長、同窓会「鷗友会」を設立した。鷗友会は伊藤の出身の長岡洋学校（現：新潟県立長岡高等学校）の「和同会」に倣ったものとされる。長岡洋学校は慶應義塾大学を範として藤野善蔵を招聘して設立した学校であり、鷗友会は「三田会」に倣っている。
- 市川源三 - 府立一女中興の祖。鷗友学園初代校長
- 河合敦 - 元教諭